# Blabomma yosemitense
Blabomma yosemitense là một loài nhện trong họ Dictynidae.
Loài này thuộc chi Blabomma. Blabomma yosemitense được Ralph Vary Chamberlin & Wilton Ivie miêu tả năm 1937.